# Chase Owens
Chase Owens (nacido el 7 de marzo de 1990) es un luchador profesional estadounidense, que actualmente trabaja para New Japan Pro-Wrestling (NJPW) como miembro del Bullet Club. Owens también ha trabajado para varias promociones como National Wrestling Alliance (NWA) y en los circuitos independientes. 
Owens ha sido una vez Campeón en Parejas de la IWGP y tres veces Campeón Mundial Peso Pesado Junior de la NWA.

## Carrera

### Circuito independiente (2007–presente)
Owens hizo su debut por el Championship Wrestling Alliance (CWA) el 17 de febrero de 2007, siendo derrotado por Tony Givens. Owens Participó en el CWA Best of the Best 2007, pero fue derrotado en la primera ronda por El Jin. El 14 de noviembre de 2008, Owens compitió en su primer combate por el título, pero fue derrotado por el defensor y campeón Mundial Pesado de la AWA, Tony Givens. Participó en el 2009 y 2010 ediciones del CWA Más del torneo Mejor, pero era unsuccessful, con Robbie Cassidy que gana en 2009 y Alyx los inviernos que ganan en 2010, respectivamente.

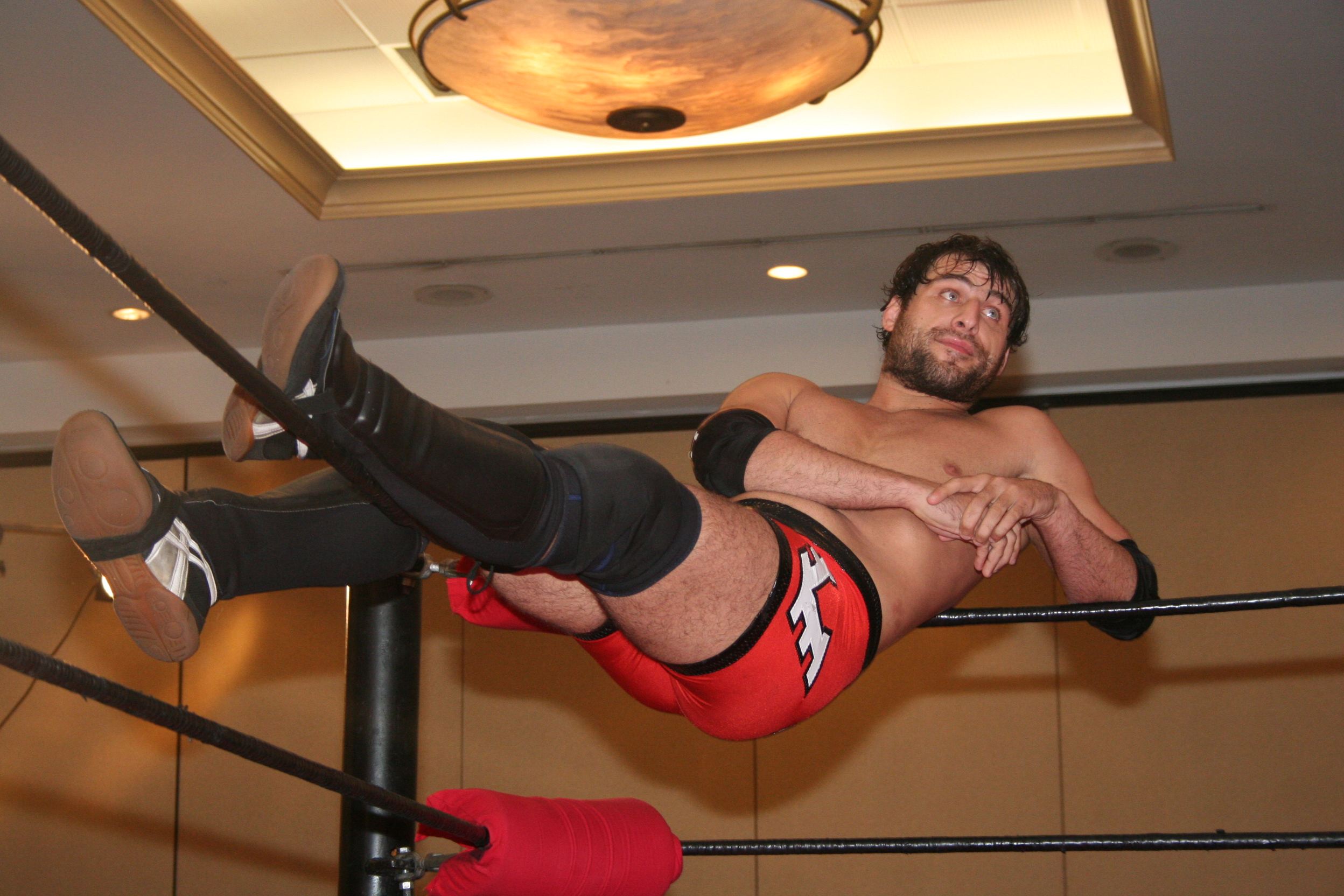
Owens lying A través de la cuerda superior con anterioridad a un partido en 2014

El 26 de febrero de 2011, Owens vencido Sigmon para ganar su primer título, el MACW Joven Heavyweight Campeonato. El mes siguiente, derrote Jason Kincaid en un ladder partido para ganar el NWA Mountain Empire Championship. Encima abril 1, Owens participó en el Smoky Mountain Cup 2011. Gane el torneo por derrotar a Alyx Winters, Chance Prophet, Jason Kincaid, Jeff Connelly, y Menace en las finales. Encima agosto 27, Owens compitió en el Chikara Taza de Leones del Young IX torneo, pero esté derrotado por Jakob Hammermeier en una primera ronda cuatro eliminación de manera partido que Gregory incluido también Hierro y Obariyon. Encima octubre 7, Owens participó en un torneo para el vacante NWA Mundo Junior Heavyweight Campeonato. Derrote Steve Walters en la primera ronda, Cielo de escorpio en la segunda ronda, pero estuvo derrotado en las finales por Kevin Douglas.
El 11 de febrero de 2017, Owens venció a Jason Kincaid para ganar el NWA Southeastern Heavyweight Championship, acabando su reinado histórico de 1951 días. El campeonato fue retirado el 19 de agosto.

### WWE (2012)
En el episodio del 25 de mayo de 2012 de SmackDown, Owens bajo el nombre Kevin Bendl haciendo equipo con Brian Edwards en un handicap match contra Ryback. El dúo perdería la lucha.

### New Japan Pro-Wrestling (2014–presente)

#### NWA Invasión (2014-2015)
El 13 de octubre de 2014, Owens hizo su debut para New Japan Pro-Wrestling (NJPW) en King of Pro-Wrestling, exitosamente defendiendo el Campeonato Mundial de Peso Pesado Junio de la NWA contra Bushi. Después del partido, Owens desafió Jushin Trueno Liger. Encima noviembre 8 en Lucha de Power Struggle, Owens perdió el título a Liger. Owens Regresó a NJPW el 11 de febrero de 2015, en el evento de The New Beginning in Osaka, donde él y Rob Conway vencieron Liger y Hiroyoshi Tenzan en un partido de equipo de la etiqueta. Tres días más tarde en The New Beginning in Sendai, Owens desafió a Liger para el Campeonato Mundial de Peso Pesado Junio de la NWA. Owens Regresó a NJPW en mayo para participar en el torneo de Best of the Super Juniors de Jóvenes. Acabe el torneo con un registro de cuatro victorias y tres derrotas, fallando para adelantar a las finales.

#### Bullet Club (2015-presente)
El 23 de octubre de 2015, Owens se unió al stable heel Bullet Club. El día siguiente, Owens y nuevo stablemate Kenny Omega introdujo el Super Jr. Tag Tournament, pero estuvo eliminado en su primer combate de ronda por Roppongi Vicio (Beretta y Rocky Romero). En mayo de 2016, Owens apareció en NJPW como sustituto de Nick Jackson en el Best of the Super Juniors. Acabe segundo a último en su bloque con un registro de tres gana y cuatro pérdidas. Al final del año, Owens participó en la World Tag League, hizo equipo con el líder e Bullet Club Kenny Omega. El dos acabó segundo a último en su bloque con un total de tres victorias y cuatro derrotas. Alrededor de este tiempo, Owens fue tranquilamente promovido a la promoción heavyweight división.
Owens Participó en la World Tag League, teaming con Bad Luck Fale, el dúo acabó con un total de tres victorias y cuatro derrotas, fallando para adelantar formar su bloque. En NJPW Sakura Genesis 2018, Owens hizo equipo con Yujiro Takahashi contra el Young Bucks como parte del Bullet Club.

## En lucha
- Movimientos finales
  - Paquete piledriver
  - Rodando codo[27]
- Movimientos de firma
  - DDT
  - Dropkick
  - Flipping neckbreaker
  - Volando choque de antebrazo, normalmente a un adversario acorralado
  - El bombero es lleva gutbuster
  - Jewel Heist (Hammerlock a lariat)
  - Brillando Brujo
  - Tirachinas rodilla doble facebreaker
  - Balanceando tirachinas backbreaker
  - Superkick

- Apodos
  - "The Crown Jewel"
- Temas de entrada
  - "Radioactive" por Imagine Dragons ("Hola Zepp" intro) (NWA, NJPW)
  - "Shot'Em" por [Q]Brick (NJPW)

## Campeonatos y logros
- Canadian Wrestling's Elite 
  - Élite 8 (2017)
- Carolina Wrestling Escaparate
  - CWS Legacy Championship (1 vez)
- Mid-Campeonato atlántico Wrestling
  - MACW Junior Heavyweight Championship (3 veces)[28]
- National Wrestling Alliance
  - CWA Television Championship (1 vez)
  - NWA Mountain State Wrestling Junior Heavyweight Championship	(1 vez)
  - NWA World Junior Heavyweight Championship (3 veces)
- New Japan Pro-Wrestling/NJPW
  - IWGP Tag Team Championship (2 veces) - con Bad Luck Fale (1), con Kenta (1)
- NWA Smoky Mountain Wrestling
  - NWA Mountain Empire Championship (2 times)
  - Smoky Mountain Cup (2011)
  - NWA Southeastern Heavyweight Championship (1 vez)[11]
  - NWA Tennessee Tag Team Championship (1 vez) – con Chris Richards
  - NWA United States Tag Team Championship (1 vez) – con Chris Richards
- Pro Wrestling Freedom
  - PWF Heavyweight Championship (1 time)[29]

- Twin States Wrestling
  - TSW Championship (1 vez)
  - TSW Championship Tournament (2016)

- Pro Wrestling Illustrated
  - Situado en el N°347 en los PWI 500 de 2014
  - Situado en el Nº222 en los PWI 500 de 2015[30]
  - Situado en el N°306 en los PWI 500 de 2016
  - Situado en el N°304 en los PWI 500 de 2017

### Lucha de Apuesta
| Ganador               | Perdedor           | Ubicación            | Evento            | Fecha                   | Notas      |
| --------------------- | ------------------ | -------------------- | ----------------- | ----------------------- | ---------- |
| Chase Owens (carrera) | Kid Kash (carrera) | Kingsport, Tennessee | The Finale (2015) | 19 de diciembre de 2015 | [ Note 1 ] |